# آسترید اورنهولت یاکوبسن
آسترید اورنهولت یاکوبسن (انگلیسی: Astrid Uhrenholdt Jacobsen؛ زادهٔ ۲۲ ژانویهٔ ۱۹۸۷) اسکی‌باز صحرانوردی اهل نروژ است.